# فرودگاه بین‌المللی ایوان-فرانکیوسک
فرودگاه بین‌المللی ایوان-فرانکیوسک (به انگلیسی: Ivano-Frankivsk International Airport) یک فرودگاه همگانی با کد یاتا IFO است که یک باند فرود بتن دارد و طول باند آن ۲۵۰۷ متر است. این فرودگاه در شهر ایوانو-فرانکیفسک کشور اوکراین قرار دارد و در ارتفاع ۲۸۰ متری از سطح دریا واقع شده است.

## شرکت‌های هواپیمایی و مقصدهای پروازی

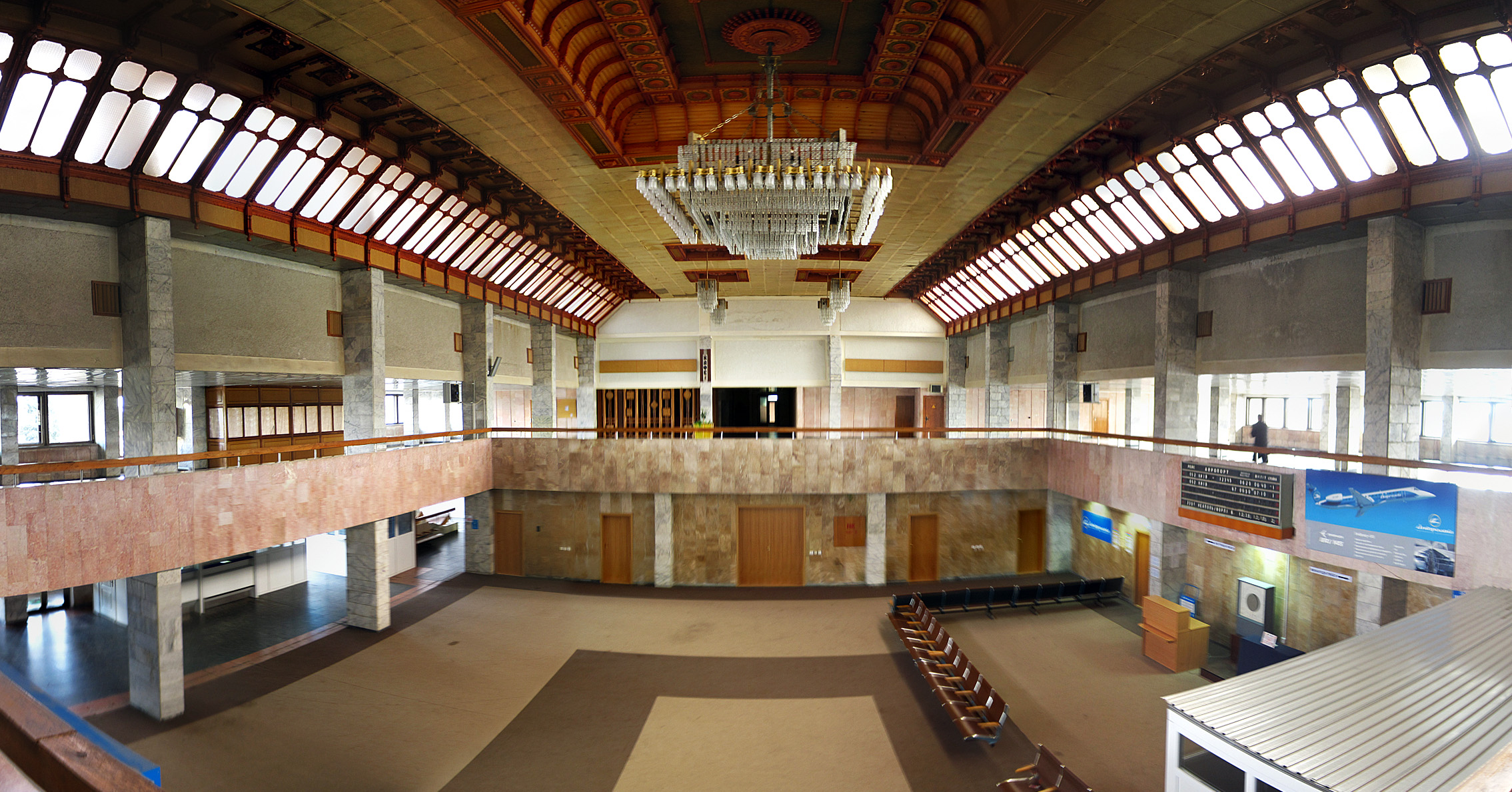
فضای داخلی فرودگاه

| شرکت‌های هواپیمایی                                | مقصدهای پروازی |
| ------------------------------------------------ | --- |
| هواپیمایی بین‌المللی اوکراین                      | آلیکانته-الچه، گدایسک لخ والسا (برقراری مجدد از ۳۱ اکتبر ۲۰۱۷), بوریسپیل، والنسیا، ونیز مارکو پولو چارتر فصلی: آنتالیا |
| هواپیمایی بین‌المللی اوکراین اجرا توسط دنیپرواویا | بوریسپیل |